# بركين
بركين قرية وجماعة قروية مغربية أمازيغية شمال المملكة، تنتمي إلى إقليم جرسيف، شرقي مدينة فاس، تضم جماعة بركين 11.409 نسمة (إحصاء 2004).